# Універсальний додаток Windows
Універсальний додаток Windows (раніше — додаток Windows Store, додаток Metro-style) — додаток, який може запускатися на всіх підтримуваних Windows-пристроях, будь то персональний комп'ютер, планшет, смартфон, Xbox One, Microsoft HoloLens та інтернет речей. Такий додаток продається і завантажується через Windows Store і інші способи описані нижче.

## Терміни
Починаючи з Windows 10 універсальний додаток називається «додаток Windows» (англ. Windows app). Універсальний додаток, що відповідає специфікації Microsoft, встановлений за допомогою Windows Store називається «довірений додаток з Windows Store» (англ.  trusted Windows app Store), інші програми називаються «настільними» (англ.  desktop apps). На відміну від останніх, додатки Windows і довірені додатки зберігаються в папці C:\Program Files\WindowsApps

## Windows 8 і Windows 8.1
Вперше подібні програми з'явилися в Windows 8 і називалися «додатки Metro-style» (англ.  Metro-style apps). Тоді було запущено Windows Store (2012 рік) — магазин додатків для Windows 8.

### Зовнішній вигляд

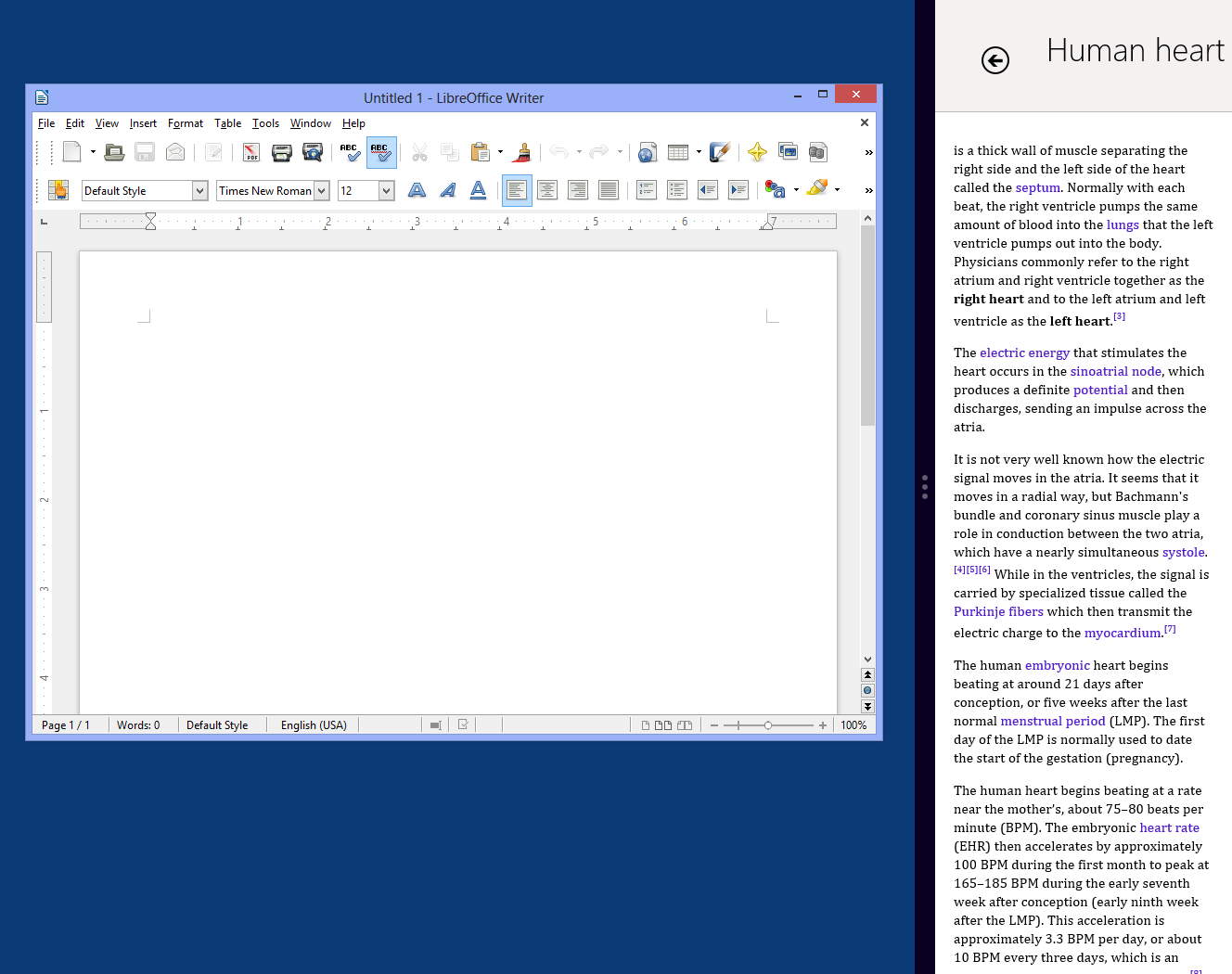
«Прилипання» додатка Metro-style праворуч, ліворуч — традиційний (настільний) додаток

У Windows 8 додатки Metro-style не запускаються у вікні, замість цього займаючи весь екран або одну зі сторін екрану — ліворуч або праворуч. У додатків немає заголовка вікна, системного меню, виражених меж вікна або кнопок управління. Смуга прокрутки прихована, поки курсор не «знайде» її. Меню розташовано в «панелі налаштувань» (англ. settings charm).
У відповідь на критику користувачів, в Windows 8.1 рядок заголовка за промовчанням є захованим, до тих пір, поки курсор не досягне верхнього краю екрана. За допомогою гамбургер-кнопки можна знайти меню.

### Поширення і ліцензія
Для більшості користувачів єдиним способом отримання таких додатків є Windows Store. Підприємства, що працюють в інфраструктурі домену Windows, можуть укласти контракт з Microsoft на дозвіл поширювати програми Metro-style без використання Windows Store. Окрім цього, Google і Mozilla Foundation отримали дозвіл поширювати свої браузери з цим стилем через інші канали розповсюдження. На даний момент[коли?] Google Chrome має можливість увімкнути цей інтерфейс, а Mozilla Foundation вирішила відмовитися від розробки «Touch»-інтерфейсу.
Також додатки Metro-style є єдиними дозволеними для запуску в Windows RT.

### Копії вікон додатку
До Windows 8 додатки ідентифікувалися статичними іконками. На панелі завдань кожен додаток мав своє власне місце, позначене його іконкою. Додатки ж Metro-style ідентифікуються своїми «плитками» (англ. tiles), на яких відображається іконка додатку і якийсь динамічний контент. До всього іншого, у Windows 8 і Windows 8.1 (без оновлення) у разі запуску з панелі завдань додаток не буде відображатися, необхідно відобразити його за допомогою меню відкритих додатків ліворуч. Починаючи з Windows 8.1 Update цей недолік виправили.
Немає встановленого ліміту на кількість копій запущеного додатку. Наприклад, один користувач може запустити декілька блокнотів, калькуляторів або браузерів, — стільки, скільки дозволяють ресурси комп'ютера (існують деякі програми, які відстежують свої копії і не дають їх створювати, наприклад, програвач Windows Media). Додатки Metro-style позбавлені цієї можливості — запускати можна лише один екземпляр додатка, повторний запуск додатка просто переводить його на передній план.

## Windows 10
У Windows 10 були запроваджені значні зміни у розробці універсальних додатків.

### Зовнішній вигляд
Зовнішній вигляд додатка тепер залежить від нього самого. Універсальні програми, розроблені для Windows 10, мають певний зовнішній вигляд, наприклад, нові елементи управління, які відрізняються від попередніх версій Windows. Відмінності мають додатки з нестандартним інтерфейсом, наприклад, ігри. Додатки розроблені для Windows 8 виглядають явно відмінно від додатків розроблених для Windows 10.
Універсальні додатки Windows також можуть виглядати як традиційні додатки, що використовують застарілі елементи інтерфейсу зі старих версій Windows, наприклад з Windows 95. Всі старі настільні додатки, які були конвертовані в універсальні, поширюються з розширенням .AppX[⇨].

### Багатозадачність
У Windows 10 більшість універсальних додатків, навіть тих, які були розроблені для Windows 8, запускаються в плаваючих вікнах, як додатки в Windows 7 і більш ранніх версіях Windows, використовується також панель завдань і Task View, неначе це звичайні додатки. Цей алгоритм використання вікон був названий «Continuum» або «Режим планшета» (англ. Tablet Mode). За промовчанням режим вимкнений на настільних комп'ютерах і увімкнений на планшетах. Режим можна увімкнути або вимкнути на всіх платформах. Коли режим вимкнений, додатки мають вікна і видимі панелі заголовків, коли режим увімкнений, програми «липнуть» як у Windows 8 до сторін екрану.
Універсальні додатки в Windows 10 мають можливість запускатися з кількома вікнами, на відміну від додатків для Windows 8. Наприклад, Microsoft Edge, калькулятор з новим інтерфейсом, додаток «Фотографії» є гарними прикладами таких додатків.

### Поширення та ліцензування
Універсальні додатки можна завантажувати з Windows Store або з іншого пристрою, де воно було встановлено з магазину додатків. Завантаження з пристрою вимагає підписаний довірений цифровий сертифікат.

## Життєвий цикл програми
Додатки Metro-style при закритті просто призупиняються, як це відбувається на мобільних платформах. При необхідності менеджер додатків автоматично закриває непотрібні додатки. Динамічні плитки, фонові процеси і «контракти» (англ. contracts) (інтерфейс взаємодії з іншими додатками) можуть вимагати повторної активації додатку, тобто його запуску.
Протягом шести років відкрити універсальний додаток з командного рядка було неможливо. Вперше така можливість була представлена в збірці Windows 10 для попередньої оцінки (англ. Insider build) 16226 від 21 червня 2017 року.

## Розробка

### Windows Runtime
Традиційно додатки для Windows розроблялися з використанням Windows API (Win32), без будь-яких обмежень. Розробники могли вільно вибирати мову програмування і середовище розробки. Додатки Metro-style розробляються з використанням Windows Runtime (WinRT). Виклик заборонених функцій в додатку не дає можливості поширювати додаток через Windows Store.
Не всі додатки, які використовують WinRT є додатками Metro-style, — API можна викликати і настільним додаткам.
Додатки Metro-style можуть бути розроблені тільки за допомогою середовищ розробки від Microsoft.

### Універсальна платформа Windows
Додатки, розроблені для роботи на смартфонах, комп'ютерах, ігрових консолях і HoloLens називаються універсальними. Це досягається за допомогою використання універсального API, загального для всіх пристроїв, вперше представленого у Windows 8.1 і Windows Phone 8.1. Visual Studio 2013 з оновленням 2 підтримує розробку таких додатків. Разом з Windows 10 була представлена нова версія універсальної платформи — UWP 10. Додатки можуть бути розроблені за допомогою Visual Studio 2015. Старі додатки Metro-style потребують оновлення платформи, щоб стабільно працювати.
Універсальна платформа не відрізняється від Windows Runtime, її можна назвати послідовницею останньої. Універсальні додатки не потребують зазначення операційної системи, для якої вони написані, замість цього вказується платформа або кілька платформ, наприклад, настільні комп'ютери, мобільні пристрої, ігрові консолі або інтернет речей. У додатку описується реакція на ту або іншу платформу. Програми «адаптуються» під платформу, змінюючи інтерфейс або функції. Додаток запущений на смартфоні може відображатися у великому планшетному режимі при підключенні останнього, наприклад, до телевізора.

### AppX
AppX — OPC-формат файлів, для поширення і установки універсальних додатків Windows. На відміну від старих файлів встановлення, AppX — єдина система розповсюдження для універсальних додатків. Вона замінює собою XAP в Windows Phone 8.1 для уніфікації поширення настільних і мобільних додатків. AppX підтримується тільки починаючи з Windows Phone 8.1.
Windows Phone Marketplace для версій Phone 8 і 8.1 дозволяв користувачеві завантажити файл AppX на зовнішню карту пам'яті і встановити самостійно в будь-який час. Окрім цього, установка з іншого пристрою заборонена в Windows 8 і Windows 8.1, якщо у користувача немає ліцензії розробника, або він не числиться в домені підприємства.

## Безпека
Додатки для Windows раніше мали можливість міняти екосистему під свої потреби. Контроль облікових записів користувачів, права користувачів і антивіруси допомагали не давати шкідливому програмному забезпеченню робити заборонені речі. Додатки Metro-style працюють в пісочниці і не можуть нічого змінити в системі. Для доступу до периферії необхідний дозвіл, а за промовчанням дається доступ лише до папок користувача, наприклад, «Мої документи». Компанія Microsoft перевіряє ці програми більш ретельно і при підозрі на шкідливу активність негайно видаляє їх з магазину додатків.